# 澤田正五郎
澤田 正五郎（さわだ せいごろう、1922年 - 生死不明）は、日本の実業家、政治運動家（自由共和党党首）。

## 略歴
高知県出身。陸軍兵器学校卒。復員後は農業調整委員を経て、山正産業株式会社を設立。後に三重県伊勢市に移住し、牛乳配達員、警備員等。
「ポツダム宣言受諾の条件であった、惟神（かんながらの）国体護持の国際的信義を果たす」「鏡の皇大神宮を消し、惟神御幣天照大神神社（かんながらのごへいあまてらすおおみかみじんじゃ）を建立し、日本国憲法を復活さす」等、独自の皇国史観と法解釈に基づく一般有権者には理解し難い主張を掲げ、一人一党の政治団体『自由共和党』を結党。
1986年の第14回参議院議員通常選挙に同党公認で東京都選挙区から立候補。更に1998年の第18回参議院議員通常選挙にも同選挙区から再挑戦したが、共に下位落選して供託金を没収された。
その後も、各地の地方自治体・市長村議会を相手取り「ホームページを開設したので、全住民に周知して欲しい」「国体の護持と日本国憲法の尊重」「神道復活を天皇に申し入れた」等という内容の陳情を、盛んに行っている。

## 選挙歴
- 1986年　第14回参議院議員通常選挙　東京都選挙区　自由共和党　5,902票　落選　供託金没収
- 1998年　第18回参議院議員通常選挙　東京都選挙区　自由共和党　5,991票　落選　供託金没収

## 脚註
1. ↑  19世紀のアメリカ合衆国で活動した同名の政党 (Liberal Republican Party) 、及びトルコ革命時に短期間活動した同名の政党 (Servest Cumhuriyet Firkasi) 、王政末期のポルトガルで短期間活動した同名の政党 (Partido Liberdade Republicano Português)、並びに20世紀初頭のフランスで活動した同名の政党 (Parti républicain de la liberté) 等とは一切無関係。
2. ↑  存在は確認されていない。
3. ↑  カルト的キリスト教徒が、反創価学会を掲げて2006年から個人的に運営している、同名で無関係なサイトがある。自由共和党（その１） 自由共和党（その２）